# Демир Баба теке
Демир Баба теке е алевийско теке с тюрбе край село Свещари, община Исперих, област Разград, Североизточна България.
Намира се в извивката на каньона на р. Крапинец, до мощен карстов извор. То е част е от историко-археологическия резерват Сборяново, който е сред Стоте национални туристически обекта на Българския туристически съюз. Текето е един от първите официално обявени в „Държавен вестник“ (бр. 66 от 1927 г.) национални паметници на културата поради забележителната си архитектура, природна среда и запазеност. Според „Вилаетнаме", османска ръкописната апокрифна книга, предполагемото време на построяване на тюрбето е 1612 – 1617 година.
Смята се, че в тюрбето се намира гробът на алевийския светец от XVI век Хасан Демир Баба Пехливан.

## Описание
Представлява седмоъгълна сграда с по-ниско квадратно преддверие, изградени от двулицева суха квадрова зидария от местен пясъчник. Покрито е с полусферичен купол с височина 11 m над нивото на терена.
Гробът е разположен в средата на седмоъгълното помещение, ориентиран е с главата на югозапад и има дължина 3,74 m. Изграден е с тухлена зидария с дървена надземна част. Той е постоянно затрупан от дарове и се показва много рядко само пред алевийски поклонници.
Провежданите през 1983 – 1991 година разкопки в двора на текето и в близката околност разкриват древно тракийско светилище (VI в. пр. Хр. – II в. сл. Хр.) под тюрбето. Част от огромните скални блокове от жертвениците на светилището са вградени в дебелите 1,2 – 1,5 m стени. Върху блок са запазени стъпалата, по които тракийските жреци са се изкачвали, за да отправят своите молитви към боговете. Върху скала при входа на двора личат улеите, по които са се стичали жертвена кръв и вино, а в подножието ѝ са открити фрагменти от питоса (голям глинен съд), където се е събирала жертвената течност. Дълбоко под плочите на двора се е запазила стената от светилището и 4 жертвени площадки.
През елинистичната епоха (IV – III в. пр. Хр.) светилището е било свързано с близко разположения тракийски градски център – резиденция на тракийски владетели от племето на гетите. В района са намерени релефи и статуетка на Херос – Тракийския конник.

## История
Предполага се, че тюрбето е построено в средата на XVI век, вероятно върху тракийско светилище от IV век пр.н.е. Около него се оформя култов комплекс (теке), важно място в което заема свещеният извор. През 1976 г. е разрушен имаретът – дървена конструкция, която по това време е в лошо състояние. Сред сградите от комплекса е и джамия, която се споменава в края на XVIII и средата на XIX век. Днес тюрбето, изворът и запазена битова сграда са оградени с ниска каменна ограда.
През 1970 година Демир Баба теке е обявено за паметник на културата от местно значение. През 1991 – 1994 година са реставрирани и консервирани декоративните елементи на сградата, включително стенописите от края на XIX век, покриващи стените и купола във вътрешността на сградата. През 1994 година изгнилият дървен под е подменен с нов.
Демир Баба теке е сред популярните алевийски светилища, използвани и в наши дни. Преплитането на алевийски, християнски и езически традиции намира израз и в съществуващите до днес ритуали, които се извършват на това място: преспиването върху околните скали с цел изцерение и добиване на сила, връзване на парцалчета от дрехи по околните дървета, курбан от благодарност. Легенда разказва за незапомнена суша в района. Дебир баба чул молитвите на хората и бръкнал с ръка в скалата. От нея бликнала животворната вода. В памет на сътвореното чудо изворът днес е наречен „Беш пармак“ (на турски: beş parmak, в превод: Петте пръста)
По време на Първата и Втората българска държава на това място вероятно е съществувал християнски параклис, тъй като в края на XIX век, при първите археологически обхождания на района, братя Шкорпил описват голям каменен кръст на склона на хълма. Според историите там е имало българско оброчище и манастир „Св. Георги“. Алевиите считат, че храмът е издигнат в чест на техния духовен водач Демир Баба, а християните го приемат за свой светец. Демир Баба теке е култов паметник, почитан едновременно от християни и мюсюлмани. До 1927 година на купола е имало както християнски кръст, така и мюсюлмански полумесец.
Мястото е било свещено за населявалите този район племена и народи повече от 2000 години преди построяването му. След Освобождението, и особено след Балканските войни, в района се заселват бежанци от Беломорска Тракия, а след Ньойския договор – и добруджанци от Северна Добруджа. Масово придошлото християнско население, носещо в традиционната си култура почитта към свещени извори (аязмо), започва да посещава района на текето и изворите край него, още повече че това е единственото място с предостатъчно вода в целия безводен район. Преселниците християни свързват мястото и изворите край него с името на свети Илия и устройват събори на 2 август – Илинден (по стар стил). Така на едно място се преплитат сунитски, алиански и християнски традиции, върху основата на древни традиции. По традиция се връзват парцалчета по решетките на прозорците, палят се свещи и се прави курбан. Ритуалното измиване, връзването на парцалчета от дрехата по дърветата и други магически по своя характер действия идват от онова прастаро време, когато е била почитана Богинята-майка на всичко живо и символично измивана и обличана на определени празници.
Много от легендите за Демир Баба го описват като драконоборец, победил ламята, и лечител, което свързва култа към него не само със свети Георги, но и с култа на древните здравеносни божества, почитани на това място. В миналото посетителите алиани са имали право да останат в текето 3 дни и 2 нощи в специална сграда за гости, наречена имарет. Дървената сграда е съществувала до 1976 година, когато е разрушена заради санитарно-охранителния режим на района, който е вододайна зона за града и част от общината.
На същото място днес Движението за права и свободи отбелязва годишнините от протестите през май 1989 година срещу кампанията за насилствена смяна на имената на турците в България и ежегодно провежда възпоменателен митинг-събор в памет на жертвите на т. нар. „възродителен процес“.

## Галерия
- Вързани парцалчета от дрехи за здраве
- Гроб в близост до текето
- Изображение по камък от стената
- Изображение по камък от стената